# Клинохвостый карликовый попугай
Клинохвостый карликовый попугай (лат. Psittaculirostris desmarestii) — птица отряда попугаеобразных.

## Внешний вид
Длина тела 20 см, хвоста 6 см. Приземистого телосложения. Основная окраска оперения зелёная, на брюшной стороне с желтоватым оттенком. Пространство около ушей и щёки золотисто-жёлтого цвета с зеленоватым оттенком, у самок щёки ярко-зелёные. Затылок и темя оранжево-красные, лоб ярко-красный, а «брови» и уздечка светло-голубые с золотисто-коричневой перевязью на зобе. На конце языка отсутствуют щёточки. Клюв толстый. Хвост клиновидной формы, у рулевых перьев на конце нет опахала («иглы»).

## Распространение
Обитает в Индонезии, Папуа-Новой Гвинее и на северо-востоке Австралии.

## Образ жизни
Населяют мангровые заросли и тропические леса.

## Классификация
Вид включает в себя 5 подвидов:
- Psittaculirostris desmarestii blythii (Wallace, 1864)
- Psittaculirostris desmarestii cervicalis (Salvadori & Albertis, 1875)
- Psittaculirostris desmarestii desmarestii (Desmarest, 1826)
- Psittaculirostris desmarestii godmani (Ogilvie-Grant, 1911)
- Psittaculirostris desmarestii occidentalis (Salvadori, 1876)